# Gertrud Dyhrenfurth
Gertrud Dyhrenfurth (geboren am 19. Juli 1862 auf dem Rittergut Jakobsdorf in Niederschlesien; gestorben am 20. Juni 1946 in Bassum) war eine deutsche Sozialwissenschaftlerin, die sich vornehmlich mit der sozialen Frage auf dem Land auseinandersetzte.

## Leben

### Familiäre Herkunft
Dyhrenfurth war das jüngste von drei Kindern von Ludwig Robert Dyhrenfurth (1821–1899) und seiner Frau Marie, geb. Beyersdorf. Die Familie gehörte zum wohlhabenden jüdischen Groß- und Bildungsbürgertum. Zahlreiche Angehörige dieser Schicht, darunter auch Ludwig Robert Dyhrenfurth konvertierten im 19. Jahrhundert zum Christentum. Das Gut Jakobsdorf, auf dem Gertrud Dyhrenfurth fast ihr ganzes Leben verbrachte, hatte ihr Vater 1852 erworben.

### Zeit in Berlin
Ende der 1880er Jahre ging Dyhrenfurth nach Berlin und besuchte dort eine höhere Töchterschule. Hier begann sie auch, sich mit der Frauenfrage auseinanderzusetzen und nahm Kontakt zur bürgerlichen Frauenbewegung auf, so war sie 1893 Mitbegründerin der Mädchen- und Frauengruppen für soziale Hilfsarbeit. Ziel dieser Gruppen war es, bürgerliche Mädchen und Frauen für ehrenamtliche Hilfeleistungen auf verschiedenen Gebieten der Wohlfahrtspflege auszubilden. Ebenso war Dyhrenfurth im Evangelisch-sozialen Kongress und im Verein für Socialpolitik aktiv. Befreundet war sie unter anderem mit Elisabeth Gnauck-Kühne. Seit Ende der 1890er Jahre war sie auch aktives Mitglied im Vaterländischen Frauenverein und im Deutschen Lyceum-Club Berlin. Ab 1894 erschienen erste Aufsätze Dyhrenfurths in nationalökonomischen Fachzeitschriften. Zuvor hatte sie eine sechswöchige Studienreise nach England unternommen, wo sie sich ein Bild von den dortigen Verhältnissen der Arbeiterinnen in den Textilfabriken machte. Nach der Rückkehr wurde sie als Gasthörerinan der Berliner Universität zugelassen, wo sie jedoch nur zwei Semester blieb. Sie suchte auch ohne universitäre Ausbildung den Kontakt zu Wissenschaftlern, wie zum Beispiel dem Nationalökonomen Max Sering. In den 1890er Jahren beschäftigte Dyhrenfurth sich in ihren Untersuchungen und ihrem sozialpolitischen Engagement vor allen Dingen auf die Gruppe der Heimarbeiterinnen. Sie wollte die Heimarbeit nicht abschaffen, sondern die Arbeitsbedingungen verbessern. Nicht zuletzt ihrer Anregung verdankte sich die Gründung des ersten Gewerkvereins der Heimarbeiterinnen im Oktober 1900.

### Rückkehr auf das elterliche Gut
1899 starb Dyhrenfurths Vater. In der Folge bewirtschaftete sie gemeinsam mit ihrem Bruder Walter das Gut Jakobsdorf. Ins Zentrum ihrer wissenschaftlichen Arbeit gelangte nun die soziale Frage auf dem Land und insbesondere die Situation der Arbeiterinnen in der Landwirtschaft. Hierzu entstanden mehrere Studien. Auf ihrem eigenen Gut kümmerte sie sich auch ganz praktisch um die sozialen und kulturellen Belange ihrer Belegschaft. Damit herrschten hier wesentlich bessere soziale Verhältnisse als im umgebenden Schlesien. Die bestehende soziale Ungleichheit wollte sie jedoch nicht angetastet wissen. Ab 1902 war Gertrud Dyhrenfurth auch aktives Mitglied im Deutschen Verein für ländliche Wohlfahrts- und Heimatpflege. Im Ersten Weltkrieg verfasste sie mehrere Artikel in den Zeitschriften „Die Gutsfrau“ und „Land und Frau“, sie organisierte Kriegslehrgänge für Frauen auf dem Lande mit und übernahm verschiedene Aufgaben in der Kriegswohlfahrt.

### Weimarer Republik und Nationalsozialismus
Bei den ersten demokratischen Wahlen nach dem Krieg leistete Gertrude Dyhrenfurth Wahlkampfhilfe für die Deutschnationale Volkspartei (DNVP). Da ihr Bruder 1919 starb, musste sie nun die gesamte Bewirtschaftung und Verwaltung des Guts übernehmen. Somit hatte sie kaum mehr Zeit für wissenschaftliches Arbeiten. Aufgrund ihrer Arbeiten der vergangenen Jahre verlieh ihr die Eberhard-Karls-Universität Tübingen am 3. Juni 1921 die Ehrendoktorwürde. Sie war damit eine der ersten Frauen, die einen Ehrendoktortitel erhielt. In den folgenden Jahren richtete Dyhrenfurth auf ihrem Gut verschiedene Fortbildungsinstitutionen für Mädchen und Frauen ein.
Obwohl Dyhrenfurth nach nationalsozialistischer Definition „Halbjüdin“ war, war sie selbst anfangs eine begeisterte Anhängerin des Nationalsozialismus, von dem sie sich eine Realisierung ihrer sozialen Vorstellungen erhoffte. Die Bildungseinrichtungen auf dem Gut wurden in nationalsozialistischen Sinn umgestaltet, bzw. von NS-Organisationen übernommen. Wie und ob sich Dyhrenfurths Haltung zum Nationalsozialismus änderte, ist unbekannt. Sie selbst war von den antisemitischen Maßnahmen wohl erst durch die „Arisierung“ betroffen und überschrieb ihren Anteil des Guts deswegen an Kurt von Tippelskirch, der mit seiner Frau ab 1938 dauerhaft in Jakobsdorf wohnte. Gertrud von Dyhrenfurth überstand die Kriegszeit relativ unbeschadet. Am Ende des Krieges blieb sie auf dem Gut und ging nicht auf die Flucht. Kurt von Tippelskirch gelangte in russische Kriegsgefangenschaft, Gertrude von Dyhrenfurth wurde zusammen mit Verwandten 1946 aus Polen ausgewiesen. Sie mussten in einem Güterwagen nach Westen fahren. Gertrude von Dyhrenfurth starb wenige Tage nach der Ankunft in Bassum bei Bremen im Alter von 84 Jahren.

## Fachaufsätze und Bücher (Auswahl)
- Die gewerkschaftliche Bewegung unter den englischen Arbeiterinnen. In: Archiv für soziale Gesetzgebung und Statistik, Bd. 7 (1894), S. 166–214.
- Ein Blick in die gewerkschaftliche Bewegung der englischen Arbeiter und Arbeiterinnen: ein Reisestudie. In: Jahrbuch für Gesetzgebung, Verwaltung und Volkswirtschaft im Deutschen Reich, Bd. 19 (1895), S. 917–941.
- Die Berichte der weiblichen Fabrikinspektoren in England. In: Jahrbücher für Nationalökonomie und Statistik, Bd. 3,9 (1895), S. 594–603.
- Bericht von Miss Collet über gewerbliche Frauenarbeit. In: Jahrbücher für Nationalökonomie und Statistik, Bd. 3,12 (1896), S. 867–878.
- Weibliche Gewerbeinspektoren. In: Ethische Kultur, Bd. 4 (1896), 13, S. 99–100.
- Die hausindustriellen Arbeiterinnen in der Berliner Blusen-, Unterrock-, Schürzen- und Tricotkonfektion, Leipzig: Duncker & Humblot 1898 (Staats- und sozialwissenschaftliche Forschungen;15. Band, 4. Heft = 67. Heft).
- Das Programm des Gewerkvereins der Heimarbeiterinnen Deutschlands [Vortrag], Breslau: Favorke, 1903.
- Familien- und Vereinspflichten: Vortrag ... gehalten am 21. März 1905 bei Gelegenheit des 2. Verbandstages des Gewerkvereins der Heimarbeiterinnen Deutschlands zu Berlin, Berlin: Vaterländische Verlags- und Kunst-Anstalt [1905].
- Die weibliche Heimarbeit: Vortrag, gehalten in Breslau am 26.5.1904. In: Jahrbücher für Nationalökonomie und Statistik, Bd. 3,29 (1905), S. 21–42.
- zusammen mit Robert Wilbrandt u. a.: Bilder aus der deutschen Heimarbeit, Leipzig: Dietrich 1906.
- Ein schlesisches Dorf und Rittergut: Geschichte und soziale Verfassung, Leipzig: Duncker & Humblot 1906 (Staats- und sozialwissenschaftliche Forschungen; 25. Band, 2. Heft = 117. Heft).
- Tarifämter für die Hausindustrie, Berlin: Gewerkverein der Heimarbeiterinnen 1908.
- zusammen mit Anna Schmidt und Alice Salomon: Heimarbeit und Lohnfrage: drei Vorträge, Jena: Fischer 1909 (Schriften des Ständigen Ausschusses zur Förderung der Arbeiterinnen-Interessen; 1).
- Das Programm des Gewerkvereins der Heimarbeiterinnen Deutschlands: festgelegt auf dem 4. Verbandstage zu Berlin im Februar 1913, Berlin: Vaterländische Verlags- und Kunst-Anstalt 1913.
- Ergebnisse einer Untersuchung über die Arbeits- und Lebensverhältnisse der Frauen in der Landwirtschaft
  - Bd. 1: Die Einwirkung der wirtschaftlich-sozialen Verhältnisse auf das Frauenleben, Jena: Fischer, 1916.
- Das Vaterland und die deutschen Hausfrauen: Vortrag für Familienabende und Kriegskochkurse auf dem Lande, Berlin: Deutsche Landbuchhandlung 1916.
- zusammen mit Margret von der Decken: Frauenarbeit in der ländlichen Wohlfahrtspflege, Berlin: Dt. Landbuchhandlung 1920 (Jahrbuch für Wohlfahrtsarbeit auf dem Lande; Jg. 2, H. 4).